# Індуїзм у Бутані
В Бутані державною релігією є буддизм. Індуїстська меншість активно переслідувалася, проводилися етнічні чистки. У 2008 році в Непалі проживали більше 100 000 біженців-індуїстів з Бутану.
Приблизно чверть населення Бутану складають етнічні непальці, які живуть в основному на півдні і сповідують індуїзм. Серед індусів представлені школи шайвізму, вайшнавізму, шактизму, ґанеша, пурани і ведизму. Індуїстські храми існують у південній частині Бутану, і індуїсти сповідують свою релігію малими і середніми групами.